# Merchants and Thieves
Albums de Sandi Thom
The Pink & The Lily
(2008)
Singles
Merchants And Thieves est le troisième album studio de la chanteuse Sandi Thom. Il est sorti le 17 mai 2010.

## Liste des titres
1. Maggie McCall - 3:49
2. Runaway Train - 4:26
3. Gold Dust - 3:49
4. Let It Stay - 4:38
5. Merchants And Thieves - 3:41
6. Show No Concern' - 3:32
7. This Ol' World (Feat. Joe Bonamassa) - 3:17
8. The Sadness - 3:48
9. Heart Of Stone - 3:48
10. Ghost Town - 2:51
11. Belly Of The Blues - 5:31
12. This Ol' World (Feat. Joe Bonamassa) (Sunset Marquis Version) - 3:06

## Singles
1. This Ol' World (Feat. Joe Bonamassa)
2. Gold Dust